# Vinotinto del Ecuador Fútbol Club
El Vinotinto del Ecuador Fútbol Club o simplemente Vinotinto F. C., anteriormente conocido como Cuniburo, es un club deportivo ecuatoriano del barrio San Carlos, Distrito Metropolitano de Quito. Actualmente participa en la Serie A de Ecuador.

## Historia
El equipo se inició como Cuniburo Fútbol Club cuando fue fundado el 11 de abril de 1992 en la comunidad de Cuniburo, cercana al sector de Guachalá en la parroquia Cangahua del cantón Cayambe. El mentalizador en la creación del equipo fue Roberto Bonifaz, quien sería nombrado presidente vitalicio, iniciando en el fútbol amateur cantonal en busca del ascenso a la Segunda Categoría de Pichincha.
En la temporada 1992 disputó el campeonato de Liga Deportiva Cantonal de Cayambe, logrando el título local y alcanzando el ascenso a Segunda Categoría cantonal. Fue hasta 2001 donde el equipo logró otro ascenso, esta vez a la Primera Categoría cantonal y posteriormente alcanzó el bicampeonato del cantón Cayambe en 2005 y 2006, llegando a la Segunda Categoría del fútbol profesional de Ecuador tras ganar la Copa Pichincha.
Las temporadas venideras marcarían una era exitosa para el club, empezando en 2008 con el subcampeonato provincial de Segunda Categoría y primera clasificación a los zonales por el ascenso a la Serie B. En el torneo de la Segunda Categoría de Ecuador 2008 llegó hasta el cuadrangular final y terminó en el tercer lugar a dos puntos del Atlético Audaz y del ascenso. El siguiente año 2009, conseguiría su primer título profesional al alcanzar el campeonato de la Segunda Categoría de Pichincha; en los zonales no avanzó de la primera fase, compartió grupo con Municipal de Santo Domingo, Delfín Sporting Club de Manta, Valle del Chota de Ibarra, Juvenil de Esmeraldas y Consejo Provincial de Nueva Loja.
La buena racha continuaría durante tres temporadas seguidas, 2010, 2011 y 2012; en dichos años el club logró el subtítulo provincial tras el tricampeonato de Sociedad Deportiva Aucas, se destacaron varios jugadores importantes, uno de ellos José Quintero, llegando a jugar en Liga y ser seleccionado nacional. En los zonales en 2010 no avanzó de la primera ronda, compartiendo grupo con Águilas de Santo Domingo, Rocafuerte Sporting Club de Esmeraldas, Teodoro Gómez de Imbabura, Club Deportivo Politécnico de Manabí y Club Social Cultural y Deportivo Racing Junior de Sucumbíos. En 2011 llegó hasta el hexagonal final donde terminó segundo detrás de Mushuc Runa, también fueron parte del grupo Águilas, Alianza del Pailón, Club Social y Deportivo Macas y Fuerza Amarilla. En 2012 también llegó a la instancia final terminando en el cuarto lugar, detrás de Aucas, Pilahuin Tío Sporting Club y Águilas, y sobre Estudiantes de Cuenca y Anaconda Fútbol Club.
Lo posterior fueron temporadas regulares desde el torneo provincial 2013 hasta 2020, donde se destaca el tercer puesto en los campeonatos de 2017 y 2019; en 2014 el club logró salvarse del descenso al terminar en el noveno lugar. En 2021 no participó debido a la pandemia de COVID-19 en Ecuador.
Para 2022 regresaron al fútbol de Segunda Categoría con un nuevo proyecto liderado por inversión extranjera. En el campeonato provincial de Pichincha terminó en el tercer lugar, clasificando por primera vez a la modalidad de los play-offs del Ascenso Nacional 2022 y logrando el ascenso al derrotar en la semifinal de vuelta al San Antonio por marcador global de 4-3.
El 12 de octubre de 2024, asciende a la división de honor del fútbol ecuatoriano, tras empatarle al Leones Fútbol Club por 2 a 2. En consecuencia, el Cuniburo se convierte en el nuevo inquilino de la Serie A.
Tras la compra de Cuniburo por parte Giovanni Di Mella, un accionista venezolano que vive hace varios años en Quito, pasara a llamarse Vinotinto del Ecuador Fútbol Club, buscando de esta forma captar mayor atención de los migrantes venezolanos en Ecuador, pero sobre todo en Quito, sede del club.

## Uniforme
Los colores y diseño del uniforme del club están relacionados con sus orígenes venezolanos, por ende principalmente el vinotinto como predominante y el blanco como secundario.
- Uniforme titular: vinotinto.

- Uniforme alternativo: blanco.

## Estadio
Antes del ascenso a Primera B, Cuniburo Fútbol Club disputaba la mayoría de sus partidos de Segunda Categoría como local en el estadio olímpico Guillermo Albornoz de Cayambe. 
Durante la temporada de ascenso del año 2022, el club se trasladó al estadio Arena Pro AFNA, del sector de San Carlos, en la ciudad de Quito, y desde la temporada de Primera B 2023 disputa en el estadio Olímpico Atahualpa de la capital, argumentando imposiciones de horario nocturno de LigaPro y la ausencia de iluminación eléctrica en el estadio Guillermo Albornoz de su ciudad de origen.

## Jugadores

### Plantilla 2025
- Última actualización: 5 de julio de 2025.

- = Capitán.
- = Lesionado.

#### Altas y bajas primer semestre 2025
- Última actualización: 28 de enero de 2025.

| Altas               |                |                         |                 |
| Jugador             | Posición       | Procedencia             | Tipo            |
| Lisandro Mitre      | Guardameta     | All Boys                | Préstamo        |
| Joan López          | Guardameta     | Independiente del Valle | Libre           |
| Gian Nardelli       | Defensa        | Tigre                   | Libre           |
| Iago Iriarte        | Defensa        | Tristán Suárez          | Libre           |
| Danny Luna          | Centrocampista | Deportivo Cuenca        | Libre           |
| Francisco Mera      | Centrocampista | Deportivo Cuenca        | Libre           |
| Christian Oña       | Centrocampista | Agente libre            | Libre           |
| Christian Larotonda | Centrocampista | Monagas                 | Libre           |
| Nicolás Molina      | Delantero      | Talleres (RdE)          | Libre           |
| Stalin Caicedo      | Delantero      | Guayaquil City          | Libre           |
| Bajas               |                |                         |                 |
| Jugador             | Posición       | Destino                 | Tipo            |
| Luis Duque          | Guardameta     | Bandera de ?            | Fin de contrato |
| Álvaro De Gaetani   | Centrocampista | Bandera de ?            | Fin de contrato |
| Franco Valentini    | Centrocampista | Bandera de ?            | Fin de contrato |
| Jefferson Orejuela  | Centrocampista | Bandera de ?            | Fin de contrato |
| Jhon Rodríguez      | Centrocampista | Bandera de ?            | Fin de contrato |
| César Parra         | Centrocampista | Guayaquil City          | Fin de contrato |
| Steward Barba       | Centrocampista | Bandera de ?            | Fin de contrato |
| Ariel Bonilla       | Centrocampista | Atlético Vinotinto      | Cesión          |
| Jhon Acurio         | Delantero      | Barcelona               | Fin de cesión   |

## Datos del club
- Puesto histórico: 54.°
- Temporadas en Serie A: 1 (2025)
- Temporadas en Serie B: 2 (2023-2024)
- Temporadas en Segunda Categoría: 14 (2008-2020, 2022)
- Mejor puesto en la liga:
- Peor puesto en la liga:
- Mayor goleada a favor en torneos nacionales:
  - 5 - 0 contra Delfín (9 de abril de 2025).[37]
- Mayor goleada en contra en torneos nacionales:
- Máximo goleador histórico:
- Máximo goleador en torneos nacionales:
- Primer partido en torneos nacionales:
  - Liga de Quito 0 - 0 Vinotinto Ecuador (16 de febrero de 2025 en el Estadio Rodrigo Paz Delgado).

## Palmarés

### Torneos nacionales
| Competición                      | Títulos | Subcampeonatos |
| -------------------------------- | ------- | -------------- |
| Serie B de Ecuador (1)           | 2024.   |                |
| Segunda Categoría de Ecuador (1) | 2022    |                |

### Torneos provinciales
| Competición                          | Títulos | Subcampeonatos         |
| ------------------------------------ | ------- | ---------------------- |
| Segunda Categoría de Pichincha (1/4) | 2009    | 2008, 2010, 2011, 2012 |
| Copa Pichincha (1/0)                 | 2006    |                        |
| Copa AFNA (0/1)                      |         | 2025                   |